# آتالانت
آتالانت (فرانسوی: L'Atalante‎) یک فیلم درام رمانتیک به کارگردانی ژان ویگو محصول ۱۹۳۴ است. از بازیگران آن می‌توان به میشل سیمون، کلود اولین، پل گریمو و ژاک پرور اشاره کرد. به اعتقاد منتقدان و کارگردانان این فیلم فرانسوی یکی از بهترین فیلم‌های تاریخ سینماست.